# 哈欽森 (新澤西州)
哈欽森（英語：Hutchinson）是位於美國新澤西州沃倫縣的普查規定居民點。

## 人口
根據2020年美國人口普查的數據，哈欽森的面積為2.74平方千米，當中陸地面積為2.54平方千米，而水域面積為0.20平方千米。當地共有人口103人，而人口密度為每平方千米37.59人。